# تاي غريني
تاي غريني (6 يونيو 1992 في الولايات المتحدة - ) (بالإنجليزية: Ty Greene)‏ هو لاعب كرة سلة أمريكي في مركز هجوم خلفي. لعب مع Delaware Blue Coats ‏.

## وصلات خارجية
- تاي غريني على موقع كرة السلة الأوروبية.كوم (الإنجليزية)
- تاي غريني على موقع كلية كرة السلة في سبورتس رفرنس.كوم (الإنجليزية)
- تاي غريني على موقع ريلجم (الإنجليزية)
- تاي غريني على موقع بروبوليرز (الإنجليزية)
- تاي غريني على موقع سبورتس رفرنس (الإنجليزية)